# مایک فوگل
مایک فوگل (انگلیسی: Mike Vogel؛ زاده ۱۷ ژوئیهٔ ۱۹۷۹) هنرپیشه اهل ایالات متحده آمریکا است. وی از سال ۲۰۰۱ میلادی تاکنون مشغول فعالیت بوده است.
از فیلم‌ها یا برنامه‌های تلویزیونی که وی در آن نقش داشته است می‌توان به ،او از سطح من بالاتر است، کلاورفیلد، خدمتکاران، کشتار با اره برقی در تگزاس، ولنتاین غمگین، زیر گنبد، کافئین، قبرها را باز کن، پرونده‌ای برای مسیح و خواهری از سفر آرزوها اشاره کرد.